# Crepis czerepanovii
Crepis czerepanovii là một loài thực vật có hoa trong họ Cúc. Loài này được Tzvelev mô tả khoa học đầu tiên năm 1996.